# Schaal Sels 2012
La Schaal Sels 2012, ottantasettesima edizione della corsa, valida come evento dell'UCI Europe Tour 2012 categoria 1.1, si svolse il 26 agosto 2012 su un percorso di 203,7 km. Fu vinta dal belga Niko Eeckhout, che concluse la gara in 4h37'12" alla media di 44,09 km/h.
A portare a termine il percorso furono in totale 47 ciclisti.

## Ordine d'arrivo (Top 10)
| Pos. | Corridore             | Squadra         | Tempo    |
| ---- | --------------------- | --------------- | -------- |
| 1    | Niko Eeckhout         | An Post         | 4h37'12" |
| 2    | Christian Bertilsson  | Cykelcity.se    | a 12"    |
| 3    | Jempy Drucker         | Accent.jobs     | s.t.     |
| 4    | Blaž Jarc             | NetApp          | s.t.     |
| 5    | Ryan Anderson         | SpiderTech      | s.t.     |
| 6    | Roman Majkin          | RusVelo         | s.t.     |
| 7    | Zico Waeytens         | Topsport Vl.    | s.t.     |
| 8    | André Schulze         | NetApp          | s.t.     |
| 9    | Joeri Stallaert       | Landbouwkrediet | s.t.     |
| 10   | Kevin Suarez Martinez | Colba           | s.t.     |